# آی‌ان‌اس گانگا (دی۹۴)
آی‌ان‌اس گانگا (دی۹۴) (به انگلیسی: INS Ganga (D94)) یک کشتی بود که طول آن ۸۵٫۳ متر (۲۷۹ فوت ۱۰ اینچ) بود. این کشتی در سال ۱۹۴۱ ساخته شد.